# Черпак Микола Тимофійович
Черпак Микола Тимофійович  (19 грудня 1939, Новомосковськ) — український учений з міста Харкова в галузі радіофізики міліметрових хвиль, доктор фізико-математичних наук, професор.

## Біографія
Народився 19 грудня 1939 році у місті Новомосковську Дніпропетровської області. Після закінчення семи класів середньоосвітньої школи[джерело не вказане 1894 дні] він пішов навчатися в Дніпропетровський індустріальний технікум, в якому придбав навички за фахом «Металургійне виробництво»[джерело не вказане 1894 дні] в 1958 році. Свою трудову діяльність він почав на Дніпровському металургійному заводі ім. Ф. Е. Дзержинського, як технік бригади доменного технологічного цеху[джерело не вказане 1894 дні]. Однак досить скоро, в 1960 році, він вступив до Ленінградського політехнічного інституту ім. М. Калініна на факультет радіоелектроніки, і в 1966 році закінчив його з відзнакою за спеціальністю «Радіофізика та електроніка».
Заняття дослідницькою роботою на кафедрі під час навчання в інституті дозволили йому визначитися з напрямком подальших наукових досліджень[джерело не вказане 1894 дні]. У 1966 році Микола Тимофійович Черпак з розподілу університету влаштувався на роботу в ІРЕ АН України, що знаходиться у місті Харків. У цьому ж році він був прийнятий до аспірантури, де і продовжив свою наукову діяльність, займаючись розробкою і дослідженням квантових парамагнітних підсилювачів (КПП) сантиметрового діапазону. Отримані результати досліджень в галузі квантової радіофізики лягли в основу його кандидатської дисертації, яка була успішно захищена в 1970 році. Постійна тяга до нового, що супроводжувалася новими науковими відкриттями[джерело не вказане 1894 дні], з очолюваної ним групою, дозволили М. Т. Черпаку відкрити, дослідити і розробити КПП біжучої хвилі міліметрового діапазону довжин хвиль з широкою смугою посилення, який був успішно випробуваний у місті Нижній Новгород на РТ-25х2 радіотелескопі[джерело не вказане 1894 дні]. Отримані дані і результати проведених випробувань лягли в основу докторської дисертації, яку він успішно захистив у 1987 році. М. Т. Черпак став першовідкривачем нового напрямку в дослідженнях високотемпературної надпровідності (ВТНП), що стало початком нової наукової діяльності ІРЕ АН України. Безперервна кропітка робота в цьому напрямку принесла важливі результати, які отримали визнання як в Україні, так і далеко за кордоном[джерело не вказане 1894 дні]. Завдяки представленим експериментам і роботам, у 1999 році М. Т. Черпаку присвоюють звання професора, а також за великий цикл науково-дослідних робіт в напрямку мікрохвильової електродинаміки ВТНП, йому разом з колегами, Президія НАН України присудила премію ім. І. Пулюя в області експериментальної фізики.
У 2013 році була присуджена стипендія Харківської ОДА в області фізики і астрономії ім. К. Д. Синельникова для видатних вчених. Так само, в 2015 році було присвоєно премію ім. Л. В. Шубникова за унікальні наукові роботи в сфері експериментальної фізики, а саме в напрямку фізики низьких температур . В даний час М. Т. Черпак та його група продовжують дослідження в області мікрохвильових властивостей ВТНП[джерело не вказане 1894 дні]. Зокрема, більш детально вивчаються створення і застосування електродинамічних моделей мікрохвильових структур, запозичених як для використання самих ВТНП, так і для застосування в різноманітних радіофізичних системах[джерело не вказане 1894 дні]. Велика кількість успішно вирішених завдань була отримана в плідній і тісній взаємодії з вченими з країн Китаю, Великої Британії, Німеччини, США та ін.[джерело не вказане 1894 дні] За час роботи в ІРЕ АН України М. Т. Черпак у співавторстві з колегами опублікував понад 400 наукових робіт у вітчизняних та зарубіжних журналах, отримав понад 20 унікальних авторських свідоцтв і патентів на винаходи, в їх числі є два патенти спільно з США. Микола Тимофійович — автор монографії «Квантові парамагнітні підсилювачі розподіленого типу в міліметровому діапазоні хвиль» (1996 рік), співавтор монографії «Квазі оптичні твердотілі резонатори» (2008 рік) та автор російсько-українського словника з радіотехніки, радіоелектроніки і радіофізики (2006 рік).
М. Т. Черпак приділяє велику частину часу педагогічній та виховній діяльності зі спецкурсу «Низькотемпературна електроніка» в таких університетах, як НТУ «ХПІ» і ХНУРЕ. Він входить до складу вченої ради Інституту, спеціалізованої ради по захисту дисертацій в ХНУРЕ. Під його керівництвом були підготовлені і представлені дисертації семи осіб, які продовжують розвивати наукову діяльність в інституті і за кордоном (Велика Британія, Китай, Німеччина, Італія, Португалія)[джерело не вказане 1894 дні]. М. Т. Черпак є активним учасником міжнародних наукових форумів, членом наукових товариств Інституту Інженерів з Електротехніки та Електроніки і ESAS, та членом програмного комітету від Європейської Мікрохвильової Конференції (EuMC [Архівовано 29 грудня 2019 у Wayback Machine.]), Європейської Мікрохвильової Асоціації (European Microwave Association, EuMA [Архівовано 4 грудня 2019 у Wayback Machine.]) та MSMW.